# Снєгірьов Геннадій Іванович
Геннадій Іванович Снєгірьов (рос. Геннадий Иванович Снегирёв; 28 січня 1936, Магнітогорськ, Челябінська область — 15 листопада 2008) — радянський футболіст. Захисник, відомий виступами за «Шахтар» (Донецьк), з яким двічі виграв Кубок СРСР.

## Кар'єра
Виступав за «Металург» (Магнітогорськ), СКВО (Свердловськ), «Шахтар» (Донецьк), «Карпати» (Львів) і «Авангард» (Макіївка). Один із найнадійніших захисників у радянському футболі початку 1960-х років.
1986 року ввійшов до символічної збірної «Шахтаря» за 50 років.
Помер у листопаді 2008 року. Прощання з відомим футболістом відбулося на стадіоні, як він і бажав.

## Титули та досягнення
- Кубок СРСР: 1961 і 1962
  - фіналіст Кубка СРСР: 1963

## Цікаві факти
- Був єдиним футболістом «Шахтаря» (Донецьк) початку 1960-х років, якому вдалося придбати автомобіль — машини на той час були дефіцитом. Снєгірьов купив машину після переможного фіналу Кубка СРСР 1962 року.[4]